# Cirneco dell’Etna

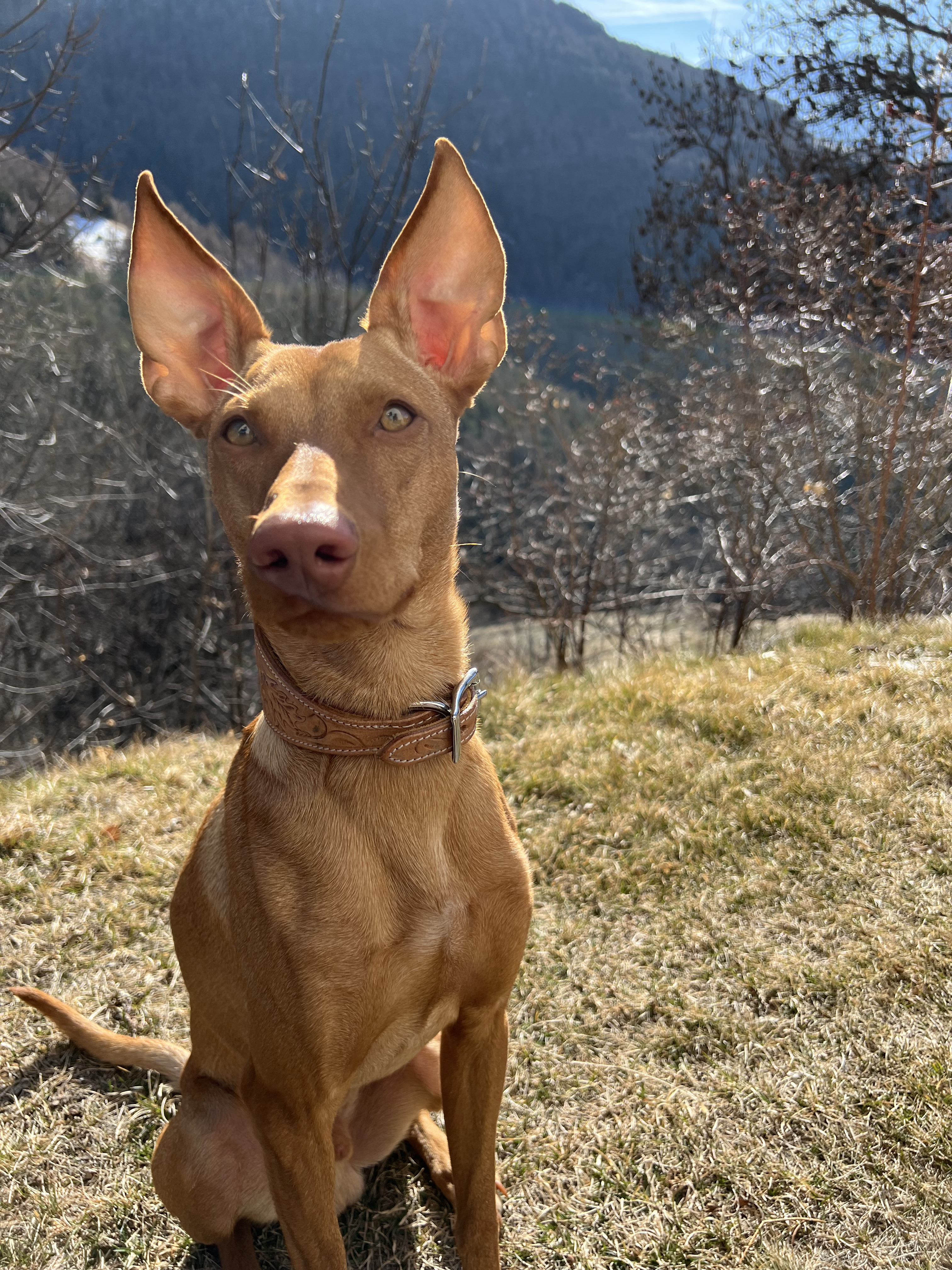

Der Cirneco dell’ Etna ist eine von der FCI anerkannte italienische Hunderasse, die von der Insel Sizilien stammt (FCI-Gruppe 5, Sektion 7, Standard Nr. 199).

## Herkunft und Geschichtliches
Frühere Studien gingen davon aus, dass der Cirneco dell’Etna von Jagdhunden abstammt, die zur Pharaonenzeit im Niltal gezüchtet wurden. Der Cirneco dell’Etna sei dann mit den Phöniziern nach Sizilien gekommen. Neueste Untersuchungen unterstützen allerdings eine andere Theorie: Der Cirneco dell’Etna stammt ursprünglich aus Sizilien und lebte an den Abhängen des Ätna.
Münzen und Gravuren aus der römischen Epoche belegen, dass Hunde dieses Typs bereits vor Christi Geburt auf Sizilien vorkamen.

## Beschreibung
Der Cirneco dell’Etna ist mittelgroß (bis zu 52 cm und bis zu 13 kg schwer), quadratisch gebaut, schlank, aber dennoch widerstandsfähig und robust. Das Fell ist kurz, sehr glatt und fest. Dabei ist das Fell auf dem Rumpf und der Rute ungefähr 3 cm lang. Die Fellfarbe ist falbfarben, von intensiv bis verwaschen, wie isabell-sandfarben. Weiße oder gescheckte Exemplare können vorkommen; in der Regel weist der Cirneco dell’Etna jedoch nur geringe weiße Abzeichen auf.
Die Ohren sind auffällig groß und stehend typisch wie auch bei den verwandten Rassen der Pharaonenhunde und den Podencos. Die Augenfarbe sollte Ocker, Bernstein oder Hellbraun sein, niemals Grau, Braun oder Gelb.

## Verwendung
Der Cirneco dell’Etna wird zur Jagd auf Wildkaninchen verwendet. Sein Verbreitungsgebiet umfasst vor allem die Region um den Ätna, an dessen Abhängen er die Kaninchen im Gebüsch und Geröll aufstöbert. Er treibt die Kaninchen aus ihren Verstecken hervor, so dass die Jäger zum Schuss kommen können.
Für Hunde, die das italienische Schönheits-Championat erringen wollen, ist die Teilnahme an einer Jagdprüfung obligatorisch. Seit 2001 ist die Jagdprüfung auch für die Erlangung des Schönheits-Championates der FCI vorgeschrieben.